# 岩木山百沢土石流災害
岩木山百沢土石流災害（いわきさんひゃくざわどせきりゅうさいがい）は、1975年（昭和50年）8月6日未明に、当時の青森県中津軽郡岩木町（後の弘前市）百沢集落で発生した大規模な土砂災害。岩木山南麓の蔵助沢で発生した土石流が集落を襲い、死者22名、重軽傷者31名、家屋の全壊17戸、半壊9戸の被害が出た。
この災害は、「青森県水災害史上最大のものといえる」とされている。

## 土石流
「昭和50年8月5日から7日にかけての東北地方の大雨」により、岩木山南麓で、標高1200m以上に源を発する6渓流（後長根川、蔵助沢、毒蛇沢、滝の沢、平沢、柴柄沢) に土石流が発生した。
このうち蔵助沢では、8月6日午前3時前後に土石流が発生した。まず、標高1460m地点の崖錐で山腹崩壊が発生し、およそ460m3の土砂が流出した。土石流は途中の3基の砂防施設を一部破壊し、流路の堆積物を洗掘しながら流下し、30,000m3以上の土砂が、百沢集落に達した。移動した土砂の総量はおよそ50,000m3となった。

## 訴訟
災害後、被害者遺族たちは、「災害は防災対策を怠った行政の責任」だとして、国、青森県、岩木町に損害賠償を求める裁判を起こしたが、提訴から10年余りを経た1989年5月25日、青森地方裁判所弘前支部は、国の予見可能性を認めず、原告全面敗訴の判決を下した。一部の遺族は控訴したが、1995年7月7日、仙台高等裁判所秋田支部は一審同様、原告の訴えを棄却した。

## 示現堂
被災から2年後の1977年8月6日、犠牲者を供養する施設として「示現堂」が建立され、犠牲者の写真や土石流についての説明展示が公開された。